# 사하 항공
사하 항공(영어: Saha Airlines)은 이란의 항공 회사로 허브 공항은 테헤란 메흐라바드 공항이 있다. 본사는 이란 테헤란에 위치해 있으며 1990년에 설립했다. 또한 사용하고 있는 허브 공항으로 테헤란 메흐라바드 공항이 있으며 이란 공군의 자회사에 속한다.

## 개요
사하 항공은 여객 운송에 세계에서 보잉 707을 운항하는 항공사 중 가장 유일하다. 보잉 707은 이전에 공중 급유기가 있었던 것으로 추정되며 1976년에 전달했다. 1979년 이후 미국에 의한 경제 제재로 이란이 새로운 장비의 구입을 할 수 없었기 때문에 여객 운송에 전용됐다. 미국 국민을 포함한 항공기 매니아들이 골동품이면서도 보존 상태가 양호한 보잉 707을 비행하기 위해 정기적으로 순례로 방문하고 있으며, 이것은 여행 기획을 제공한 것이다. 군용기로 운용되는 전력 때문에 보잉 707은 산발적인 작전 행동을 제외한 전 시간에 기다리는 시간이 길고 항공사에서 항공기의 비행 시간은 각각 약 25,000 시간 정도로 매우 적은 편이다. 당분간은 비행이 가능 하다는 것을 의미하나 평균적인 제트기 기체 수명은 100,000 시간을 넘긴다.

## 보유 기종
- 2012년 4월 기준으로 사하 항공은 다음과 같은 기종을 보유하고 있다.[1]

## 사진

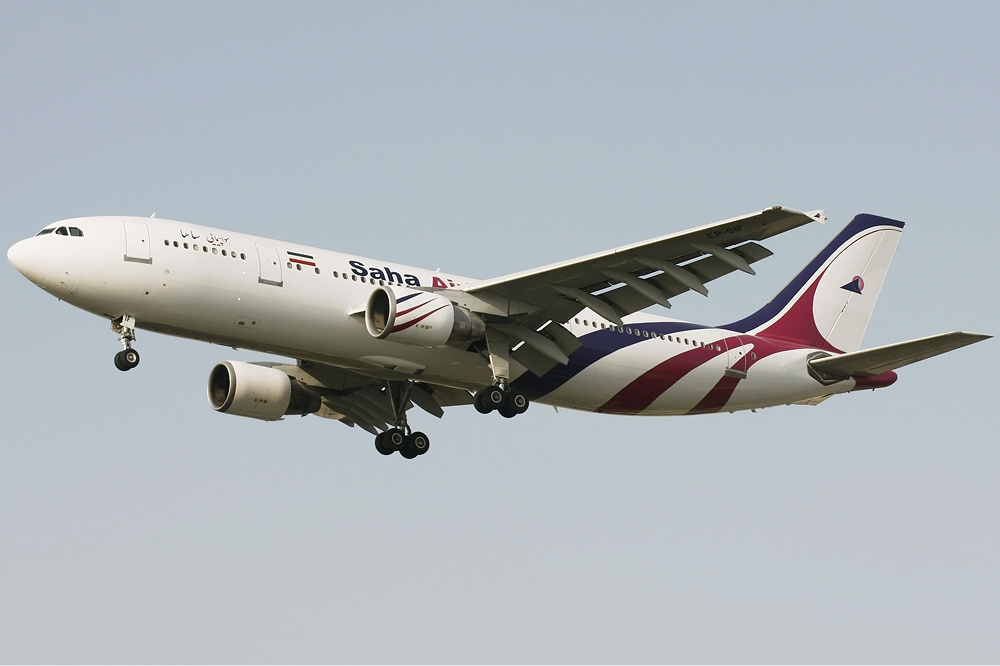
사하 항공의 에어버스 A300B4-605R
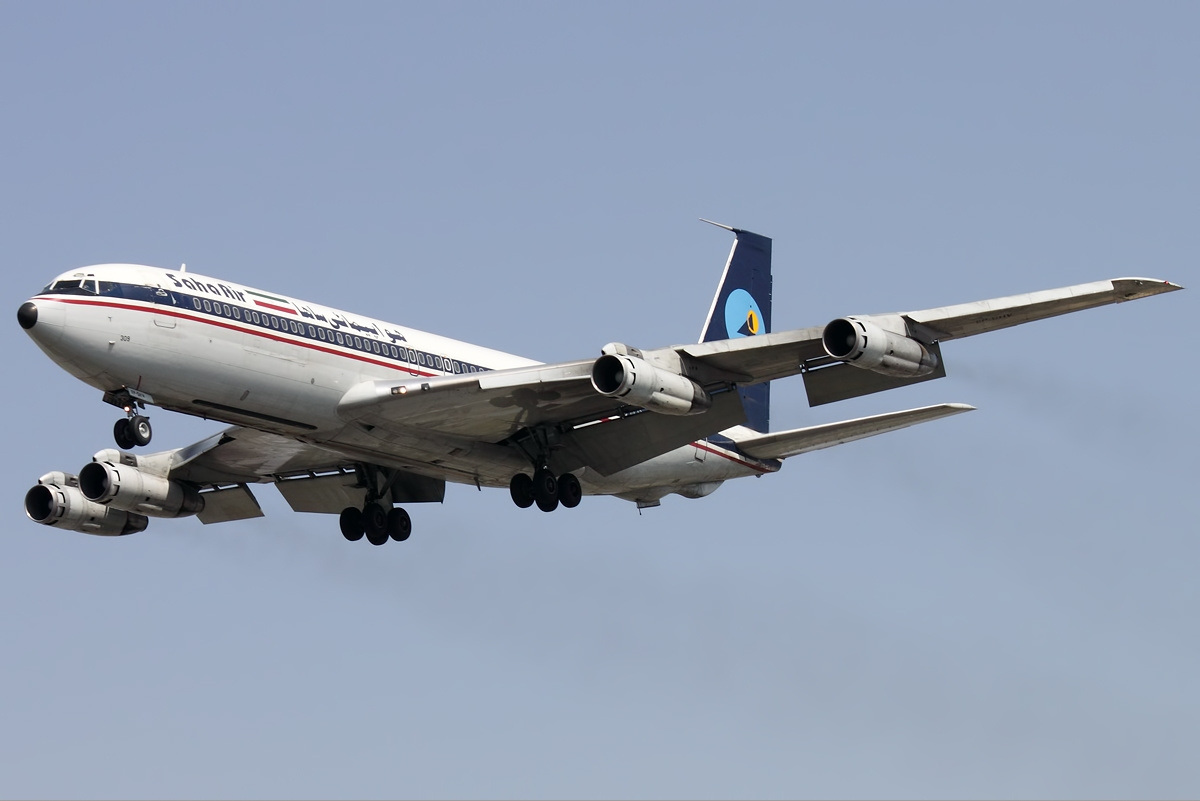
사하 항공의 보잉 707-3J9C
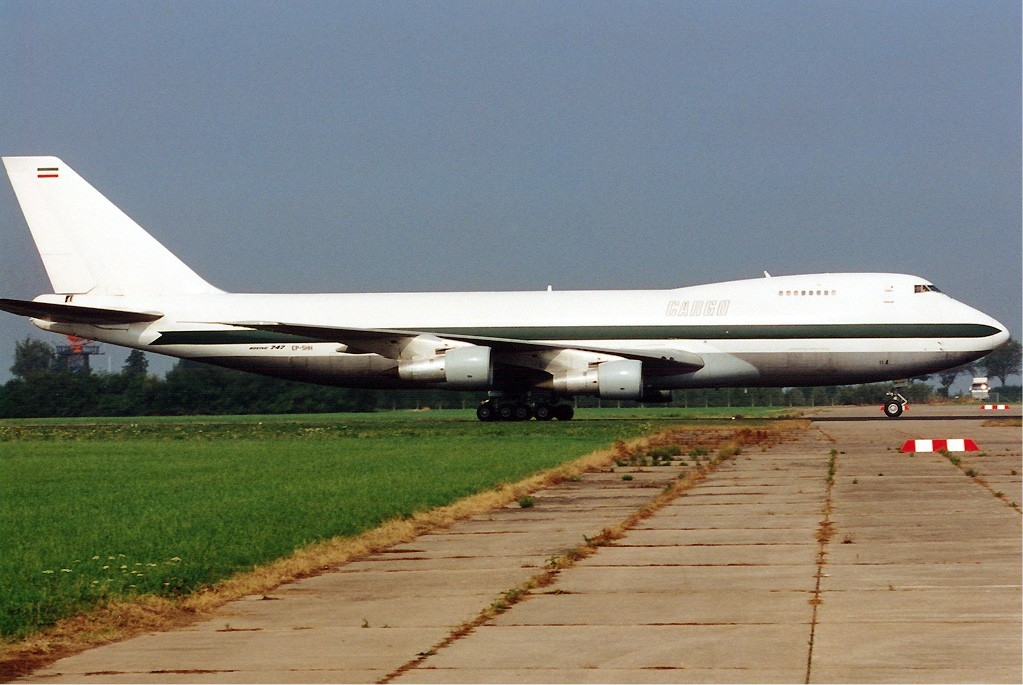
사하 항공의 보잉 747-200F